# Calicnemia haksik
Calicnemia haksik är en trollsländeart som beskrevs av Wilson och Reels 2003. Calicnemia haksik ingår i släktet Calicnemia och familjen flodflicksländor. IUCN kategoriserar arten globalt som otillräckligt studerad. Inga underarter finns listade i Catalogue of Life.